# Rebollosa de Hita
Rebollosa de Hita es una localidad española, pueblo con un encanto inusual de la provincia de Guadalajara, en la comunidad autónoma de Castilla-La Mancha. Tiene una población de 45 habitantes (INE 2014).

## Historia
A mediados del siglo XIX, el lugar contaba con una población censada de 172 habitantes. La localidad, por entonces con ayuntamiento propio, aparece descrita en el decimotercer volumen del Diccionario geográfico-estadístico-histórico de España y sus posesiones de Ultramar de Pascual Madoz de la siguiente manera:

REBOLLOSA DE HITA: l. con ayunt. en la prov. de Guadalajara (3 1/2 leg.), part. jud. de Brihuega (2 1/2), aud. terr. de Madrid (13 1/2), c. g. de Castilla la Nueva, dióc. de Toledo (25 1/2). sit. en puntó elevado, con buena ventilacion y saludable clima. Tiene 48 casas; la consistorial; escuela de instruccion primaria frecuentada por 27 alumnos, dotada con 630 rs.; una igl. parr. (La Anunciacion de Ntra. Sra.) servida por un cura y un sacristan. térm.: confina con los de Hita, Cañizar, Torija y Trijueque; dentro de él se encuentran 2 fuentes de buenas aguas, y una ermita (San Esteban). El terreno, quebrado en su mayor parte, es de regular calidad; comprende una deh. boyal poblada de roble. caminos: los locales, de herradura, en mediano estado. correo: se recibe y despacha en Torija por propio. prod.: trigo, cebada, avena, aceite, vino, ajos, judias, miel, cera, leñas de combustible y yerbas de pasto, con las que se mantiene ganado lanar, vacuno y mular; hay caza de conejos, liebres y perdices. ind.: la agrícola y un molino aceitero. pobl.: 32 vec., 172 alm. cap. prod.: 1.016,700 rs. imp.: 40,670. contr.: 3,226.
(Madoz, 1849, p. 384)

## Demografía
| Gráfica de evolución demográfica de Rebollosa de Hita entre 1842 y 1960 |
| |
| Población de derecho según los censos de población del INE Población de hecho según los censos de población del INEEntre el censo de 1970 y el anterior, este municipio desaparece porque se integra en el municipio Torija |